# Yagyū Munenori
Yagyū Munenori (柳生 宗矩 1571 - 11 tháng 5 năm 1646) là một kiếm sĩ người Nhật Bản, người sáng lập ra nhánh Edo một phần của trường phái Yagyū Shinkage-ryū, kiếm pháp mà ông đã được học từ cha mình Yagyū "Sekishūsai" Muneyoshi. Đây là một trong hai trường phái kiếm thuật chính thống được bảo hộ bởi Mạc phủ Tokugawa (trường phái còn lại là Ittō-ryū). Munenori bắt đầu sự nghiệp phục vụ cho chính quyền Mạc phủ Tokugawa như là một hatamoto, một người tùy tùng thân cận trong nhà Tokugawa, và sau này khi thu nhập của ông lên tới 10,000 koku, ông đã trở thành một tiểu chư hầu fudai daimyō, nắm giữ ruộng đất thuộc ngôi làng mà tổ tiên ông đã để lại ở Yagyū-zato. Ông được nhận danh hiệu Tajima no Kami (但馬守)

## Sự nghiệp
Munenori phục vụ cho Tokugawa Ieyasu từ lúc tuổi đời còn trẻ, về sau ông là người dạy kiếm thuật cho con trai của Ieyasu là Hidetada. Sau này, ông trở thành một trong những cố vấn chính của vị shōgun thứ ba Iemitsu.
Một thời gian ngắn trước cái chết của mình vào năm 1606, Sekishusai đã truyền lại quyền lãnh đạo phái Yagyū Shinkage-ryū cho cháu mình Toshiyoshi. Sau thời kì musha shugyō, Toshiyoshi học trường sĩ quan của chế độ Mạc phủ Tokugawa hiện quản lí tỉnh Owari. Trường của Toshiyoshi tọa lạc tại Nagoya và được gọi là Owari Yagyū-ryū, trong khi đó trường của Munenori, ở Edo, thủ đô Tokugawa, được biết tới như là Edo Yagyū-ryū. Takenaga Hayato, người sáng lập trường phái Yagyū Shingan-ryū, là học trò của Yagyū Munenori và được truyền lại gokui (tuyệt mật võ công) của phái Yagyū Shinkage-ryū từ ông.
Vào khoảng năm 1632, Munenori hoàn thành cuốn Heihō kadensho, một cuốn binh pháp lí luận thực tiễn kiếm thuật phái Shinkage-ryū và mối quan hệ của nó đến đời sống và chính trị ở một cấp độ vĩ mô. Văn bản còn sót lại được xuất bản tại Nhật ngày nay và có nhiều bản dịch tiếng Anh.
Những người con trai của Munenori, Yagyū Jūbei Mitsuyoshi và Yagyū Munefuyu, đều là những kiếm sĩ nổi tiếng.

## Phim ảnh
- Akai kage-bōshi (The Red Shadow), 1962 - do Denjirō Ōkōchi thủ vai
- Nemuri Kyōshirō 2: Shōbu (Cuộc phiêu lưu của Nemuri Kyōshirō), 1964 (phát hành trên DVD với tên "Sleepy Eyes of Death: Sword of Adventure")
- Yagyū ichizoku no inbō (The Yagyu Conspiracy), 1978 - do Yorozuya Kinnosuke đóng (phát hành trên DVD với Yagyū ichizoku no inbō "The Shogun's Samurai")
- ' Makai tenshō (Samurai Reincarnation), 1981 - do Tomisaburo Wakayama thủ vai
- Makai tenshō, 2003 - do Nakamura Katsuo thủ vai

## Tác phẩm
- A Hereditary Book on the Art of War